# Saccostrea cuccullata
Saccostrea cuccullata, wenig gebräuchlich auch Australische Auster oder Sydney Felsenauster, ist eine Muschel-Art aus der Familie der Austern (Ostreidae). Die Art ist im östlichen Mittelmeer ein Neozoon, das vermutlich mittels Schiffstransporten in das Mittelmeer gelangte. Sie wurde 1999 erstmals in einem Hafen in der Südtürkei nachgewiesen. Auch Lessepssche Einwanderung kommt für Bestände in Ägypten in Frage.

## Merkmale
Die ungleichklappigen Gehäuse erreichen eine Größe von 80 bis 140 mm. Im Mittelmeer bleiben die Gehäuse deutlich kleiner, etwa 40 bis 60 mm. Die linke, angewachsene Klappe ist größer als die rechte Klappe und manchmal deutlich konvex. Sie weist ein großes Feld nahe des Wirbels ohne Ornamentierung auf (Anwachsstelle). Die Ränder zeigen Falten. Die obere rechte Klappe ist fast flach mit faltigem Rand, die Falten passen in die Falten der unteren Klappe. Die Gehäuseform ist sehr variabel und stark abhängig vom Substrat, auf dem das Individuum gewachsen ist, aber auch vom Biotop. Im Allgemeinen ist der Umriss unregelmäßig, rundlich bis oval.
Das Schloss besitzt keine Zähne. Das Ligament liegt intern.
Die kalzitische Schale ist sehr fest und dick, das Gehäuse entsprechend schwer. Die Klappen sind außen purpurbraun, innen weiß mit einer purpurschwarzen Zone am Rand der Klappen. Die Zähnchen sind weiß. Die Ornamentierung ist sehr variabel von annähernd glatt bis mit kräftigen radialen Rippen oder sogar mit ausgezogenen Dornen. Der innere Rand der rechten Klappe weist kleine Zähnchen auf, die in korrespondierende Gruben in der linke Klappe passen.
Die Narbe des Schließmuskels sitzt nahe der Mantellinie, ist vergleichsweise sehr groß und nierenförmig. Oft ist die Narbe des Schließmuskels etwas dunkler als das Innere der Klappen.

## Ähnliche Arten
Saccostrea cuccullata unterscheidet sich von den Crassostrea-Arten durch den gekerbten Rand der Klappen. Bei den Arten der Gattung Ostrea ist der gekerbte Rand auf den hinteren Teil des Gehäuses nahe dem Schloss beschränkt.

## Geographische Verbreitung, Lebensweise und Lebensraum
Nach den Auffassungen der meisten Autoren soll die Art im Indo-Pazifik einschließlich des Roten Meeres weit verbreitet sein. Dieses Vorkommen ist allerdings auch mit einem taxonomischen Problem verknüpft. Die Typlokalität der Art ist die Insel Ascension im Südatlantik. Saccostrea cuccullata ist eine Art des Südatlantiks und der Westindischen Inseln, wohingegen die meisten Autoren mit Saccostrea cuccullata (auch) eine indopazifische Art bezeichnen. Hier müssen molekularbiologische Untersuchungen abgewartet werden, ob die Art tatsächlich auch im Indopazifik vorkommt bzw. ob diese Exemplare tatsächlich zu Saccostrea cuccullata gehören.
Die Art (im bisherigen Sinn) wurde schon 1939 im Suezkanal gefunden. 1999 folgten Nachweise aus der Türkei (Yumurtalik) und von der ägyptischen Küste. Dabei wurde allerdings eine Verbreitung der Art im Indopazifik und dem Roten Meer angenommen.
Die Tiere sind Aufsiedler auf Hartsubstraten und filtrieren Kleinstorganismen aus dem Wasser.
Sie leben vom höheren Gezeitenbereich bis in etwa 15 Meter Wassertiefe. Im Mittelmeer kommen sie quasi nur in Hafenbereichen vor, wo sie an Steinen angewachsen sind. Die Art wurde vermutlich durch Schiffstransporte ins Mittelmeer eingeschleppt.

## Entwicklung
Nach den Untersuchungen von Arkhikpin et al. an der Typlokalität (Ascension) werden Exemplare von Saccostrea cuccullata am Naturstandort 14 bis 16 Jahre alt; selten älter (max. 26 Jahre). Die Laichperiode reicht im Mittelmeer von Juni bis Mitte Oktober. Die optimalen Temperaturen zum Ablaichen reichen von 20 bis 30 C°. Die Gametogenese (Bildung der Geschlechtsprodukte) läuft parallel zu den steigenden Salinitätswerten (bis etwa 35 ‰). Die Art toleriert Wassertemperaturen von 5 bis nahe 40 °C.

## Wirtschaftliche Bedeutung
Die Art wird in vielen Teilen des Verbreitungsgebietes auch kultiviert (z. B. Thailand und Australien) oder im kleinen Ausmaß auch lokal gesammelt.

## Taxonomie
Das Taxon wurde 1778 von Ignaz von Born erstmals als Ostrea cuccullata beschrieben. In der Literatur weit verbreitet ist die Falschschreibung cucullata. In einer späteren, erweiterten Auflage mit Tafeln (1780) bildete er das Taxon erstmals ab. In dieser Arbeit gab er zwei Lokalitäten an: Habitat in Indiis (= Westindien!) und ad insulam Ascensionis (Ascension im Südatlantik). Lamy wählte 1929 als Typlokalität die Insel Ascension im Südatlantik. Mitochondriale und nukleare DNA-Untersuchungen an verschiedenen Arten von Saccostrea-Arten in Japan ergaben zwar wahrscheinlich drei reproduktiv isolierte Linien (Arten?), die aber nicht durch Gehäusemerkmale charakterisiert werden konnten. Gehäusemerkmale sind daher wahrscheinlich von geringerem Wert für die Artbestimmung. Exemplare von der Typuslokalität sind bisher noch nicht molekularbiologisch untersucht.
MolluscaBase listet folgende Synonyme: Dioeciostrea subtropica Orton, 1928, Ostrea cornucopiae Gmelin, 1791, Ostrea forskahlii Gmelin, 1791, Ostrea gibbosa Lamarck, 1819, Ostrea purpurea [Lightfoot], 1786, Ostrea stellata Gmelin, 1791 und Ostrea turbinata Lamarck, 1819.